# Claudio Riaño
Claudio Maximiliano Ramón Riaño (ur. 16 sierpnia 1988 w Córdobie) – argentyński piłkarz występujący na pozycji napastnika, obecnie zawodnik meksykańskiej Necaxy.

## Kariera klubowa
Riaño pochodzi z Córdoby i jest wychowankiem tamtejszego klubu Racing de Córdoba. Do pierwszej drużyny – występującej wówczas w trzeciej lidze argentyńskiej – został włączony w wieku dwudziestu jeden lat i spędził w niej jeden sezon bez większych sukcesów. Bezpośrednio po tym przeniósł się do lokalnego, wyżej notowanego rywala – ekipy Talleres de Córdoba, również grającego na trzecim poziomie rozgrywek. W jego barwach występował z kolei przez dwa lata, bezskutecznie walcząc o awans do drugiej ligi, lecz notował bardzo udane występy indywidualne, będąc najlepszym strzelcem zespołu i gwiazdą Talleres. Dzięki temu został zawodnikiem występującego w najwyższej klasie rozgrywkowej klubu San Martín de San Juan, gdzie 26 sierpnia 2012 w przegranym 0:3 spotkaniu z Vélezem Sarsfield zadebiutował w argentyńskiej Primera División. Premierowego gola strzelił natomiast osiem dni później w przegranej 1:3 konfrontacji z Racing Club. Ogółem w San Martín spędził rok, będąc jednym z ważniejszych graczy ekipy, lecz na koniec rozgrywek 2012/2013 spadł z nią do drugiej ligi.
Latem 2013 Riaño na zasadzie wolnego transferu został graczem krajowego giganta – zespołu Club Atlético Boca Juniors ze stołecznego Buenos Aires. W taktyce trenera Carlosa Bianchiego pełnił wyłącznie rolę rezerwowego dla Emmanuela Gigliottiego, w wiosennym sezonie Final 2014 zdobywając tytuł wicemistrza Argentyny. Zaraz po tym sukcesie zasilił beniaminka najwyższej klasy rozgrywkowej – stołeczny CA Independiente, gdzie bez poważniejszych osiągnięć występował przez rok, po czym odszedł do Uniónu de Santa Fe. Jego barwy również reprezentował przez rok, będąc czołowym strzelcem ekipy. W lipcu 2016 za sumę 780 tysięcy dolarów zasilił meksykańskiego beniaminka pierwszej ligi – zespół Club Necaxa z siedzibą w Aguascalientes, w tamtejszej Liga MX debiutując 16 lipca 2016 w zremisowanym 0:0 meczu z Cruz Azul. Pierwszą bramkę zdobył za to 22 października tego samego roku w wygranym 3:2 pojedynku z Veracruz.

## Statystyki kariery
| Racing        | 2009–2010 | Argentyna | Torneo Argentino A | 18  | 3  | — | — | — | — | —   | 18  | 3  |
| Talleres      | 2010–2011 | Argentyna | Torneo Argentino A | 31  | 11 | — | — | — | — | —   | 31  | 11 |
| Talleres      | 2011–2012 | Argentyna | Torneo Argentino A | 37  | 15 | 1 | 1 | — | — | —   | 38  | 16 |
| San Martín    | 2012–2013 | Argentyna | Primera División   | 25  | 7  | 1 | 0 | — | — | —   | 26  | 7  |
| Boca Juniors  | 2013–2014 | Argentyna | Primera División   | 25  | 2  | — | — | — | — | —   | 25  | 2  |
| Independiente | 2014      | Argentyna | Primera División   | 13  | 2  | 1 | 0 | — | — | —   | 14  | 2  |
| Independiente | 2015      | Argentyna | Primera División   | 10  | 2  | — | — | — | — | —   | 10  | 2  |
| Unión         | 2015      | Argentyna | Primera División   | 13  | 2  | — | — | — | — | —   | 13  | 2  |
| Unión         | 2016      | Argentyna | Primera División   | 13  | 7  | 1 | 0 | — | — | —   | 14  | 7  |
| Necaxa        | 2016–2017 | Meksyk    | Liga MX            | 0   | 0  | — | — | — | — | —   | 0   | 0  |
| Ogółem        |           |           |                    |     |    |   |   |   |   |     |     |    |
| Argentyna     | Argentyna | Argentyna | 186                | 51  | 4  | 1 | — | — | — | 190 | 52  |    |
| Meksyk        | Meksyk    | Meksyk    | 0                  | 0   | —  | — | — | — | — | 0   | 0   |    |
| Ogółem        | Ogółem    | Ogółem    | Ogółem             | 186 | 51 | 4 | 1 | — | — | —   | 190 | 52 |